# Дунайская флотилия (Германия)
Германская Дунайская флотилия  (нем. Donauflottille) — речные военные силы Германии на Дунае и его притоках, принимавшие участие в двух мировых войнах.

## Германские речные силы на Дунае в Первой мировой войне,1914—1918 гг.
Во время Первой мировой войны Дунай приобрел важнейшее значение для Центральных держав; река протекала по территории Германии, Австро-Венгрии и Болгарии (вступила в войну осенью 1915 г.), что позволяло — после разгрома Сербии — получить единый транспортный путь, ведущий в том числе и в Турцию. Значение реки определило ход боевых действий.
На Дунае Австро-Венгрия имела сильнейшую флотилию, у которой серьёзных противников не было (Болгария и Румыния оставались нейтральными, Сербия речных сил не имела, Россия лишь к концу марта 1915 г. смогла создать импровизированную флотилию из мобилизованных судов, состоявшую из 14 пароходов, 40 буксиров, 40 барж и 28 понтонов), поэтому германское морское командование уделяло мало внимания этому речному театру, предоставив союзнику право вести активные боевые действия. Однако, в период войны на реке Германией все же были сформированы значительные силы, подчинённым другим заинтересованным ведомствам.
Собственную корабельную группу создало Командование железнодорожных перевозок (Feldeisenbahnshef, FECH), которая занималась перевозками и обеспечивала охрану мостов и безопасность навигации. Кроме того, для увеличения тоннажа было образовано специальное Центральное закупочное общество (Zentralen Einkaufs-Genossenschaft), занимавшееся закупкой судов (в основном, буксиров) для службы на Дунае. В 1916 г. морское командование все же создало Дунайскую полуфлотилию (Donau Halbflottille), вооружив бывшие пароходы компании «Баварский Ллойд» «Сава» и «Марица».
Главную боевую силу Германии на Дунае составили катера Добровольческого корпуса боевых катеров (Freiwilliges Motorboot-Korps, с декабря 1916 г. переименован в Kaiserliches Motorboot-Korps). 3 апреля 1916 г. катера корпуса, переведенные на Дунай с других рек, образовали Германскую Дунайскую флотилию (Deutsche Donauflottille), уже 21 мая того же года переименованную в Императорскую германскую флотилию боевых катеров на Дунае (Kaiserlich deutsche Motorbootsflottille auf der Donau), в сентябре 1918 г. силы снова были переименованы в Командование сторожевых катеров Дунайской флотилии (Kommando der Donauwachtbootsflottille). Добровольческий корпус был создан Прусским военным министерством для поддержки армии на озёрах, реках и в прибрежных водах и состоял из различных катеров в собственности частных лиц, но под командованием бывшего морского офицера.
Первой операцией, в которой пришлось участвовать катерам Добровольческого корпуса, было осеннее наступление 1915 г. против Сербии, организованное совместными силами Германии, Австро-Венгрии и Болгарии. 14 катеров должны были обеспечивать переправу через Дунай частей 11-й армии Гальвица. Захват Белграда позволил использовать Дунай для снабжения Турции.
Активные боевые действия возобновились в конце августа 1916 г. с вступлением в войну Румынии. Совместно с Австро-Венгерской Дунайской флотилией действовала сильнейшая единица Добровольческого корпуса бронекатер «Вайхзель». В частности, 29 сентября в соединении с мониторами «Инн» и «Сава», канонерскими лодками «Виза», «Барш» и «Чука» бронекатер участвовал в набеге на румынский порт Корабия, где были обстреляны склады на железнодорожной станции, уничтожены или захвачены русские суда и баржи. По завершении румынской кампании к концу года катера Добровольческого корпуса были привлечены к патрулированию Дуная на разных участках. Катера корпуса приняли участие и в последних боях на Дунае. 10 ноября «Вайхзель» сделал тщетную попытку помешать переправе французской армии у Русе, после чего был получен приказ затопить все немецкие суда: в середине дня 11 ноября «Вайхзель» был затоплен. Всего было затоплено 24 германских катера, 6 остались в Браиле незатопленными.

## История1938—1945 гг.
После аншлюса Австрии в 1938 г. в Линце была воссоздана Дунайская флотилия с подчинением Командованию военно-морских сил (Oberkommando der Kriegsmarine). Её основу составили бывшие корабли и катера австрийской флотилии, из которых самой сильной единицей была первоначально канонерская лодка «Бираго» (бывшая «Чука» ещё Австро-Венгерской флотилии, фактически большой бронекатер постройки 1914—1916 гг., в 1920—1929 гг. входила в состав венгерской дунайской флотилии под названием «Шиофок»; исключена уже 7 октября 1938 г. и разобрана в Линце). Для повышения боеспособности флотилии были разработаны новые типы речных кораблей: в 1938-39 гг. построили 5 катерных тральщиков FHR по типу гражданского катера и 12 катерных тральщиков FR, были начаты постройкой 6 речных торпедных катеров (летом 1939 г. решено достроить их по измененному проекту бронекатера под новым обозначением PM), но с началом войны заказ на их постройку был аннулирован. А в 1939 г. германская флотилия пополнилась единицами ещё и бывших чехословацких речных сил (бронированная канонерская лодка «Президент Масарик», два новых речных минные заградители, несколько минных катеров и другие суда). В таком импровизированном составе Германская Дунайская флотилия вступила в войну.
Первоначально активные боевые действия в районе Дуная не планировались, и весной 1940 г., флотилия «переехала» на запад, где шла подготовка к кампании против Бельгии, Голландии и Франции. В апреле 1941 г. флотилия вновь основалась на Дунае, переподчинённая Адмиралу на юго-востоке (Admiral Südost) и Главе военно-морской миссии в Румынии (Chef (с 5.4.1941 — Befehlshaber) der Deutschen Marinemission in Rumänien).
Осенью, после начала советской кампании, силы Дунайской флотилии стали основой корабельной группировки немцев на Чёрном море, а 2 января 1942 г. должность Главы военно-морской миссии в Румынии была переименована в должность Адмирала Чёрного моря (Admiral Schwarzes Meer). С началом русской кампании силы флотилии выполняли две основные задачи: обеспечение перевозок нефти с румынских месторождений и снабжение южного фланга немецких армий.
Для увеличения тоннажа на Дунай были переведены по внутренним водным путям большое число судов, а также было организовано строительство типовых буксиров по чрезвычайным программам. До 1944 г. по Дунаю были переведены на Чёрное море 6 малых подводных лодок, 30 торпедных катеров, 23 базовых тральщика, 50 десантных судов, 26 охотника за подводными лодками (проект на базе малого сейнера, т. н. Kriegsfischkutter — KFK), 84 баркаса, 113 каботажных судна, 40 наливных барж, 30 буксиров, два колесных парохода, 2 ледокола, 4 землечерпалки, 18 мореходных катера общим водоизмещением 55 тыс. тонн.
В июне 1943 г. флотилия (корабельный состав) была переформирована. Были созданы действующие на Чёрном море 30-я флотилия базовых тральщиков (30. Räumbootsflottille) и 30-я эскортная флотилия (30. Geleitflottille); Группа на Дунае «Железные ворота» (Die Gruppe auf der Donau Eisernes Tor) стала новой Дунайской флотилией.
Основной задачей Группы на Дунае оставалось обеспечение внутренних перевозок. Решение этой задачи было осложнено весной 1944 г., когда союзная авиация начала кампанию по постановке мин на Дунае. В отсутствие средств противодействия магнитные мины были способны парализовать судоходство по реке. Поэтому было принято решение создать Инспекцию по разминированию на Дунае (Inspekteur Minenräumdienst Donau), командиром которой стал капитан 1-го ранга Лаутеншлагер. Инспекция была подчинена напрямую Командованию морскими силами на Юге (Marinegruppenkommando Süd — таким образом в июле 1941 г. был переформирован штаб Адмирала на юго-востоке).
Летом 1944 г. было мобилизовано большое количество пассажирских судов и буксиров, которые переоборудовали в тральные корабли; суда, а также специальные самолёты-тральщики начали борьбу с минной угрозой. Так же была налажена система наблюдения. Эти меры позволили создать более или менее эффективную защиту судоходства против минной опасности.
Поражение Румынии в августе 1944 г. привело к тому, что на нижнем Дунае оказались отрезанными большое количество кораблей и судов военно-морских сил Германии на Чёрном море. Соединение кораблей возглавил контр-адмирал Пауль-Вилли Зиеб, бывший управляющий судостроительными предприятиями на Чёрном море. Он организовал отступление вверх по Дунаю. В начале сентября соединение достигла Прахово ниже Железных Ворот, которые уже были заняты советскими войсками. Здесь были затоплены, по разным оценкам, 150—200 судов, а экипажи и пассажиры продолжили пробиваться к немецким частям.
Несмотря на значительные потери, Дунайская флотилия все ещё обладала значительными силами и принимала активное участие в боях с советскими войсками. В составе флотилии действовали торпедные катера S 86, S 89, S 92 и S 98 (предназначались для передачи Румынии, практически сразу были возвращены на север), канонерские лодки AT 912, AT 913, AT 914, AT 915, AT 916 и AT 917 (артиллерийские паромы, первоначально планировались для усиления черноморской группировки).
Основные силы флотилии были в последний раз перегруппированы 1 января 1945 г., когда были созданы 1-я и 2-я Дунайские флотилии. Наступление советских войск вынуждало корабли немцев и венгров отходить дальше вверх по Дунаю.
8 мая 1945 г. остатки германо-венгерских речных сил капитулировали в Линце перед американскими войсками.

## Командующие Дунайской флотилией
Капитан 1-го ранга (Kpt.z.S.) Бютов (Bütow), 11.38 −11.39;

Капитан 3-го ранга (KKpt.) Штуббендорф (Stubbendorff), 11.39 −07.41;

Капитан 3-го ранга (KKpt.) Петцель (Petzel), 07.41 — 11.41;

Капитан 3-го ранга (KKpt.) фон Хеллепарт (von Helleparth m.W.d.G.b.), 11.41 — 01.42;

Капитан 2-го ранга (FKpt.) Бирнбаум (Birnbaum), 01.42 — 06.43;

Капитан 3-го ранга (KKpt.) Мор (Mohr (Viktor)), 07.43 — 12.44;

Командующий 1-й флотилией Капитан 3-го ранга (KKpt.) Зайферт (Seifert (Kurt)), 01.45 — 8.05.45

Командующий 2-й флотилией Капитан 2-го ранга (FKpt.) фон Хеллепарт (von Helleparth), 01.45 — 8.05.45
«„'Инспектор минно-тральной службы на Дунае“»' (подчинялся командующему станции «Sud», с 01.45 — командующему силами охранения)

Капитан 1-го ранга (Kpt. z. S.) Лаутеншлагер (Lautenschlager), 04.44 — 8.05.45

Командующие флотилией на озере Балатон

Капитан-лейтенант (Kptlt.) Брауэр (Brouwer), 08.44 — 11.44;

Капитан-лейтенант (Kptlt.) Химштедт (Himstedt), 11.44 — 12.44;

Капитан-лейтенант (Kptlt.) Зальден (Salden), 12.44 — 03.45

## Корабельный состав
| Состав Дунайской флотилии к началу Второй мировой войны, осень 1939 г. | Состав Дунайской флотилии к началу Второй мировой войны, осень 1939 г. |
| Канонерские лодки                                                      | 2                                                                      |
| Минные заградители                                                     | 2                                                                      |
| Минные катера                                                          | 2                                                                      |
| Катерные тральщики                                                     | 18                                                                     |
| Учебное судно                                                          | 1                                                                      |
| ---------------------------------------------------------------------- | ---------------------------------------------------------------------- |

### 1914—1918 гг.
Прослежена судьба только в период военной службы до конца Первой мировой войны.

#### Судоходная группа на Дунае Командования железных дорог (FECH-Schiffahrtsgruppe Donau)
D I, 1915 г., 184 т. Вступил в строй Судоходной группы на Дунае в 1916 г. В ноябре 1918 г. захвачен сербо-хорватами.
D II, 1915 г., ок. 275 т. Вступил в строй Судоходной группы на Дунае в 1916 г. В 1917 г. возвращен владельцу и получил имя Stauss.

D III, 1915 г., ок. 250 т. В апреле 1916 г. получил имя Save. С 29 ноября 1916 г. в составе Дунайской полуфлотилии в качестве сторожевого корабля (Wachschiff). С 1917 г. гидрографическое судно. В том же году возвращен владельцу.

D IV
D V, 1916 г., ок. 480 т, б. Kronprinz Rupprecht von Bayern. Вступил в строй Судоходной группы на Дунае в 1917 г. Захвачен французами 12 ноября 1918 г. в Корабии.
Joachim (до 1913 г. Kurt), 1907 г., 175 т. С 1920 г. D VI. (?)
Deutschland, 1906 г. Вступил в строй Дунайской сторожевой флотилии командования 11-й армии (Donau-wachflotille/AOK XI) в качестве судна обеспечения. В ноябре 1918 г. захвачен сербо-хорватами.
Nora, 1913 г., 1242 т, б. греческий буксир S.A.B.43 (первоначально Fernic), затопленный румынами 27 августа 1916 г. в Турну-Северин. Поднят в 1917 г., перестроен в плавмастерскую (Werkstattschiff) и вступил в строй Судоходной группы на Дунае. Передан румынам в ноябре 1918 г.
König Ludwig III, 1914 г., ок 680 т. Вступил в строй Судоходной группы на Дунае в 1917 г.
M 2, 1914 г., 680 т. Потоплен 27 августа 1916 г. румынской артиллерией у Кладово. Поднят в 1917 г. и вступил в строй Судоходной группы на Дунае.
Brandenburg?, 1914 г., ок. 45 т. Куплен Военной администраций (Militärverwaltung) в 1914 г., использовался в качестве посыльного судна (Verkehrsboot) на нижнем Дунае.
Memel, 1900 г. Потоплен 27 августа 1916 г. румынскими войсками в Турну-Северин, в 1917 г. поднят и вошёл в состав Судоходной группы на Дунае. В 1921 г. передан Румынии.
Trave, 1887 г. Вступил в строй Судоходной группы на Дунае в 1917 г. С 1919 г. на гражданской службе.
Построены в 1903—1906 гг.

Warnow. Потоплен 27 августа 1916 г. румынскими войсками в Турну-Северин, в 1917 г. поднят и вошёл в состав Судоходной группы на Дунае. В 1918 г. в составе Дунайской сторожевой флотилии командования 11-й армии (Donau-Wachflotille/AOK XI) в качестве судна снабжения.

Eider. Потоплен 27 августа 1916 г. румынскими войсками в Турну-Северин, в 1917 г. поднят и вошёл в состав Судоходной группы на Дунае. В 1918 г. в составе Дунайской сторожевой флотилии командования 11-й армии (Donau-Wachflotille/AOK XI) в качестве судна снабжения. С 1919 г. на гражданской службе.

Alster. Вступил в строй Судоходной группы на Дунае в 1917 г. В 1921 г. передан Румынии.
Altmühl, 1905 г. Потоплен 27 августа 1916 г. румынскими войсками в Турну-Северин, в 1917 г. поднят и вошёл в состав Судоходной группы на Дунае. С 1919 г. на гражданской службе.
Построены в 1906-10 гг., 48 брт.

Werra. Вступил в строй Судоходной группы на Дунае в 1917 г. С 1919 г. на гражданской службе.

Salzach. Потоплен 27 августа 1916 г. румынскими войсками в Турну-Северин, в 1917 г. поднят и вошёл в состав Судоходной группы на Дунае. В 1921 г. передан Румынии.

Leine, Потоплен 28 августа 1916 г. румынскими войсками в Джурджу, в 1917 г. поднят и вошёл в состав Судоходной группы на Дунае. В 1918 г. захвачен французами.

Brege. Потоплен 27 августа 1916 г. румынскими войсками в Турну-Северин, в 1917 г. поднят и вошёл в состав Судоходной группы на Дунае.

Brigach, Потоплен 27 августа 1916 г. румынскими войсками в Турну-Северин, в 1917 г. поднят и вошёл в состав Судоходной группы на Дунае. С 1919 г. на гражданской службе.
Построены в 1910-11 гг. 49 брт.

Saale. Вступил в строй Судоходной группы на Дунае в 1917 г. С 1919 г. на гражданской службе.

Pregel. Вступил в строй Судоходной группы на Дунае в 1917 г. С 1919 г. на гражданской службе.

Ruhr. Потоплен 27 августа 1916 г. румынскими войсками в Турну-Северин, в 1917 г. поднят и вошёл в состав Судоходной группы на Дунае. С 1919 г. на гражданской службе.

Ahr. Потоплен 27 августа 1916 г. румынскими войсками в Турну-Северин, в 1917 г. поднят и вошёл в состав Судоходной группы на Дунае. С 1919 г. на гражданской службе.
Построены в 1913 г., 40 брт.

Lech. Потоплен 27 августа 1916 г. румынскими войсками в Турну-Северин, в 1917 г. поднят и вошёл в состав Судоходной группы на Дунае. С 1919 г. на гражданской службе.

Naab. Потоплен 27 августа 1916 г. румынскими войсками в Турну-Северин, в 1917 г. поднят и вошёл в состав Судоходной группы на Дунае. С 1919 г. на гражданской службе.
Построены в 1910-13 гг., ок. 120 брт.

Aller. Вступил в строй Судоходной группы на Дунае в 1917 г. В ноябре 1918 г. захвачен сербо-хорватами.

Spree. Вступил в строй Судоходной группы на Дунае в 1917 г. В ноябре 1918 г. захвачен сербо-хорватами в Белграде.

Lahn. Вступил в строй Судоходной группы на Дунае в 1917 г. В ноябре 1918 г. захвачен французами в Корабии.
Havel, 1909 г., 98 брт. Вступил в строй Судоходной группы на Дунае в 1917 г. В ноябре 1918 г. захвачен сербо-хорватами.
Isar, 1908 г., 110 брт. Вступил в строй Судоходной группы на Дунае в 1917 г. В ноябре 1918 г. захвачен сербо-хорватами в Вуковаре.
Main, 1907 г. Вступил в строй Судоходной группы на Дунае в 1917 г. В ноябре 1918 г. захвачен сербо-хорватами в Вуковаре.
Mosel, 1914 г. Вступил в строй Судоходной группы на Дунае в 1917 г. В ноябре 1918 г. захвачен сербо-хорватами в Вуковаре.
Neckar, 1908 г., 155 брт. Потоплен 28 августа 1916 г. румынскими войсками в Турну-Северин, в том же году поднят и вошёл в состав Судоходной группы на Дунае.
Построены в 1916 г., ок. 245 т.

Donau. Вступил в строй Судоходной группы на Дунае. Потоплен артиллерией 1 ноября 1918 г. у Земуна.

Rhein. Вступил в строй Судоходной группы на Дунае.

Elbe. Вступил в строй Судоходной группы на Дунае.

Weser. Вступил в строй Судоходной группы на Дунае. В ноябре 1918 г. захвачен сербо-хорватами.

Weichsel. Вступил в строй Судоходной группы на Дунае. В ноябре 1918 г. захвачен сербо-хорватами в Вуковаре.

Ems. Вступил в строй Судоходной группы на Дунае. В ноябре 1918 г. захвачен сербо-хорватами.
Построены в 1917 г., ок. 515 т.

Fasolt. Вступил в строй Судоходной группы на Дунае. В 1918 г. турецкий Sürmene (или Hatuniye).

Fafner. Вступил в строй Судоходной группы на Дунае. Погиб в августе 1918 г. в Кладово. Поднят, турецкий Hatuniye (или Sürmene).

### 1938—1945 гг.

#### Артиллерийские корабли
Bechelaren, 19.10.1930/27.10.1931/8.8.1932, канонерская лодка. Бывшая чехословацкая бронированная канонерская лодка President Masaryk, захваченная 18.4.1939 г. В 1940 г. вместо кормовой пулеметной башенки установлен 1 20-мм автомат. Модернизирована в Линце в 1943-44 гг.: ТЗА и ПК заменены на 2 дизеля по 900 л. с.; установлено новое вооружение 2 88-мм, 1 37-мм, 1x4 20-мм орудия. 230 т, 48,5х6x1,1 м. 2 ТЗА, 2 ПК=2300 л. с.=18 уз. Бронирование: борт — 10 мм, палуба — 5 мм, башни — 8 мм. Экипаж 41 человек. Вооружение: 2x2 66-мм орудия, 2x2 7,92-мм пулемета.
Birago, 1914/26.8.1915/1.3.1916, сторожевой катер. Бывший австрийский бронекатер «k», в 1938 г. перешёл под контроль Германии. Разобран в Линце осенью 1939 г. после исключения 7.10.1939.
64/80 т, 36x4,6x0,9-1,35 м. 2 ПМ, 2 ПК=800 л. с.=16 уз. Бронирование: борт, башня — 5 мм, палуба — 4 мм. Экипаж 23 человека. Вооружение: 1 75-мм орудие, 1 15-мм и 1 лёгкий пулеметы.

#### Бронекатера
PM 1 — PM 6 (до июля 1939 г. FS 1 — FS 6), «Фр. Люрссен» (Fr. Lürssen), Вегезак, затем верфь в Линце. 91,5 т, 43,28х6,66х0,96 м. Первоначально планировались как речные торпедные катера, с июля 1939 г. — бронекатера. В сентябре 1939 г. заказ аннулирован.

#### Минные заградители
FM 1 и FM 2, 1938—1939, минные заградители. Бывшие чехословацкие минные заградители OMm35 и OMm36. В 1939 г. перешли под контроль Германии. Использовались для траления. В 1940 г. переданы Румынии, получили обозначения V-5 и V-6. 60 т, 31x4,16x1,6 м. 2 диз.=900 л. с.=20 уз. 2 15-мм, 1 пулемет, 22 мины.
Alexandra, 1887 г., 90 т, б. яхта югославского флота, потопленная в апреле 1941 г. в 30 км севернее Белграда. Поднят, перестроен в минный заградитель и вступил в строй Дунайской флотилии. В мае 1945 г. сдан американским войскам. В 1947 г. возвращен Югославии и переименован в Rudnik. Сломан в 1984-85 гг.
Alzey, 1914 г., 90 т, б. минный заградитель Sabak югославской Дунайской флотилии, захвачен 6 апреля 1941 г. и вступил в строй флотилии под новым именем. Сдан на слом в конце 1945 г.
Baja, 1917 г., 544 т, б. болгарский «Дунав», куплен в 1942 г. и вступил в строй флотилии под новым именем. 19 мая 1944 г. погиб на мине на 1276 км Дуная. Поднят болгарами в том же году, отремонтирован и введен в строй под именем «Тутракан».
Vukovar, 1917 г., 544 т, б. болгарский «Свищов», куплен в 1942 г. После войны использовался болгарами под именем «Силистра».
Theresia Wallner, 1912 г., 100 т, вступил в строй флотилии в 1941 г. Погиб на мине 25 октября 1941 г. у Очакова.
Tronje, 1908 г., 90 т, б. минный заградитель Sisak югославской Дунайской флотилии, захвачен в апреле 1941 г. в Белграде и вступил в строй флотилии. Погиб на мине 28 августа 1944 г. в Дунае.
Xanten, 1918 г., 176 т, б. румынский Socrates (первоначально германский тральщик FM 13), куплен в 1941 г., перестроен и вступил в строй в сентябре 1942 г. в качестве охотника за ПЛ под обозначением UJ 116. Затоплен 25.8.1944 в Констанце.

#### Минные катера
Fafner и Fasolt, 1933—1934, б. чехословацкие минные катера OMvt-31 и OMvt-32. В 1939 г. перешли под контроль Германии, вступили в строй флотилии (Sperrversuchscommando в Линце). Fafner затоплен в 1945 г. в Дунае. Fasolt возвращен Чехословакии в 1947 г. 18 т; 16,5x3,1x0,75 м. 2 диз.=200 л. с.=13 уз. Вооружение: 2 пулемёта, мины. Экипаж 6 человек.
Тип «KM 1». Построены на верфях в Пихельсдорфе и Нидерлеме. 15-16 т, 15,95х3,5х1,1 м. 32 уз.
KM 17, в составе флотилии с 1942 г. В 1943 г. перестроен в торпедный катер и получил обозначение KS 17. В 1944 г. входил в состав хорватского флота под обозначением KS 6, возвращен и получил вновь обозначение KS 17.

KM 18, в составе флотилии с 1942 г. В 1943 г. перестроен в торпедный катер и получил обозначение KS 18. В 1944 г. входил в состав хорватского флота под обозначением KS 1, возвращен и получил вновь обозначение KS 18.

KM 20, в составе флотилии с 1942 г. В 1943 г. перестроен в торпедный катер и получил обозначение KS 20. В 1944 г. планировалась передача хорватскому флоту, но погиб 5 сентября 1944 г. в Триестском заливе.

KM 21, в составе флотилии с 1942 г. В 1943 г. перестроен в торпедный катер и получил обозначение KS 21. В 1944 г. входил в состав хорватского флота под обозначением KS 7, возвращен и получил вновь обозначение KS 21.

KM 23, в составе флотилии с 1942 г. В 1943 г. перестроен в торпедный катер и получил обозначение KS 23. В 1944 г. входил в состав хорватского флота под обозначением KS 8, возвращен и получил вновь обозначение KS 23.

KM 24, в составе флотилии с 1942 г. В 1943 г. перестроен в торпедный катер и получил обозначение KS 24. В 1944 г. входил в состав хорватского флота под обозначением KS 3, возвращен и получил вновь обозначение KS 24.

KM 25, в составе флотилии с 1942 г. В 1943 г. перестроен в торпедный катер и получил обозначение KS 25. Переведен на Чудское озеро.
Все были исключены из флотилии в конце 1942 г.

#### Минные баржи
MZ 1 и MZ 2, минные баржи. Бывшие чехословацкие MiP1 и MiP2. В 1939 г. перешли под контроль Германии, вступили в строй флотилии (Sperrversuchscommando в Линце). 11,5 т, 16х4х0,6 м. Вооружение: мины.

#### Прорыватели минных заграждений
Sperrbrecher 191, 1910 г., 986 т, б. Motor I, перестроен и вступил в строй в августе 1941 г. Погиб на мине 1 июля 1942 г. у Очакова.
Sperrbrecher 192, 1924 г., 570 т, б. Kepler, перестроен и вступил в строй флотилии в апреле 1943 г. 1 августа 1944 г. получил обозначение SM 141. В мае 1945 г. сдан американским войскам. Возвращен, в 1955 г. перестроен и получил обозначение BL 175.
Sperrbrecher 193, 1924 г., 570 т, б. Albrecht Dürer, перестроен и вступил в строй флотилии в июне 1943 г. Потоплен советской авиацией 10 апреля 1944 г. в Сулине.

#### Катерные тральщики
FHR 1, 1925 г., б. буксир Paul, куплен в 1938 г. и переоборудован в тральщик (Fluss-Hilfs-Raumboot). В октябре 1939 г. разоружен и переоборудован в буксир. С 1944 г. в составе Инспекции по тралению на Дунае. В 1945 г. сдан американским войскам. С 1948 г. вновь служил в качестве буксира под именем Paul. 14 т, 19,4x3x0,8 м. 1 диз.=100 л. с.=13 уз. Экипаж 6 человек. Вооружение: 1 пулемет.
Тип «FHR 2». FHR 2 — FHR 6. Строились в 1939 г. по образцу FHR 1 (отличались формой корпуса). 13,5 т, 15x3x0,9 м. 1 диз.=100 л. с.=13 уз. Экипаж 6 человек. 1 пулемет. FHR 4 погиб на мине на Дунае, остальные захвачены советскими войсками в октябре 1944 г.
Schilbung, с 1938 г. в составе флотилии в качестве катерного тральщика (Sperrversuchscommando в Линце). В 1942-44 гг. в составе Днепровско-прибрежной судоходной компании. Погиб в 1944 г.
Тип «FR 1». 1938-39 гг., речные катерные тральщики (Flussraumboote) FrBoot 40, «Фр. Люрссен» (Fr. Lürssen), Фегезак. 23 т, 17,42х3,3х0,85 м. 13 уз.

FR 1, в 1945 г. сдан американским войскам. С 1948 г. служил на шоколадной фабрике в Регенсбурге под именем Bagdad. В 1851 г. переведен на Майн.

FR 2, погиб 26 октября 1944 г. на 1462 км Дуная.

FR 3, в 1945 г. сдан американским войскам. С 1948 г. служил в качестве буксира под именем Brigach. Продан на лом в 1965 г.

FR 4, в 1945 г. сдан американским войскам. С 1951 г. служил в Водной полиции под обозначением WS 17. С 1955 г. на гражданской службе в качестве буксира под именем Brenz. Сломан в 1968 г.

FR 5, погиб на мине 6 сентября 1941 г. у Очакова. Поднят и вновь в вступил в строй. Затоплен в мае 1945 г. на 2201 км Дуная.

FR 6, погиб на мине 6 сентября 1941 г. у Очакова.

FR 7, в 1945 г. сдан американским войскам. С 1951 г. служил в качестве буксира под именем Pragstein.

FR 8, затоплен в мае 1945 г. на 2079 км Дуная.

FR 9, в 1945 г. сдан американским войскам. С 1947 г. служил в качестве буксира под именем Josef.

FR 10, в 1945 г. сдан американским войскам. С 1946 г. служил в качестве буксира под именем Brege. Сломан в 1966 г.

FR 11, погиб 7 октября 1944 г. на 1216 км Дуная.

FR 12, погиб на мине 11 октября 1941 г.

#### Вспомогательные тральщики
Alberich, б. буксир Remus, куплен и вступил в строй флотилии в 1938 г. (Sperrversuchscommando в Линце). Использовался в качестве тральщика с июня 1941 г. Погиб на мине 8 мая 1944 г. на 1138 км Дуная. Поднят югославами и вступил в строй под именем Konjuh.

Romulus. Использовался в качестве тральщика с июня 1941 г. 16 января 1944 г. переименован в Gunther. Погиб на мине 27 июня 1944 г. на 1086 км Дуная. Поднят в том же году и сломан.
Kamp, б. буксир. Использовался в качестве тральщика с июня 1944 г. Потоплен советской артиллерией 15 сентября 1944 г. у Прахово.

Krieau, б. буксир. Использовался в качестве тральщика с июня 1944 г. Затоплен 7 сентября 1944 г. у Прахово. Поднят советскими спасателями.
Бывшие пассажирские колесные пароходы
Avala, б. югославский, захвачен в 1941 г. Использовался в качестве тральщика с 1944 г. В мае 1945 г. сдан американским войскам. Возвращен Югославии в 1946 г., переименован в Sarajevo.

Strosmajer, б. югославский, захвачен в 1941 г. Использовался в качестве тральщика с 1944 г. Затоплен 16 октября 1944 г. в Белграде.
Fruska Gora, б. югославский, захвачен в 1941 г. Использовался в качестве тральщика с 1944 г. В мае 1945 г. сдан американским войскам. Возвращен Югославии в 1946 г., переименован в Ljubljana. Сломан в 1960-х гг.
Petar Zrinjski, б. югославский, захвачен в 1941 г. Использовался в качестве тральщика с 1944 г. Затоплен 7 октября 1944 г. у Землина. Поднят в 1945 г., переименован в Rijeka.
Presern, б. югославский, захвачен в 1941 г. Использовался в качестве тральщика с 1944 г. Затоплен в мае 1945 г. на 2283,5 км Дуная. Поднят, в 1948 г. возвращен Югославии, переименован в Cetinje.
Zagreb, б. югославский, захвачен в 1941 г. Использовался в качестве тральщика с 1944 г. Затоплен 23 октября 1944 г. в Вуковаре.
Бывшие колесные буксиры
Backa, б. югославский Bačka, захвачен в 1941 г. Использовался в качестве тральщика с 1944 г. В мае 1945 г. сдан американским войскам. Возвращен Югославии в 1946 г., переименован в Bačka.

Bisamberg, б. югославский Crna Gora, захвачен в 1941 г. Использовался в качестве тральщика с 1944 г. Возвращен Югославии, вновь переименован в Crna Gora. Сломан в 1950-х гг.

Enns, б. австрийский. Использовался в качестве тральщика с 1944 г. Погиб на мине 8 октября 1944 г. на 1777 км Дуная. Поднят и отбуксирован в Вену, где был захвачен советскими войсками в мае 1945 г. Переименован в «Охотск». В 1946 г. передан Венгрии, переименован в Kelet. Сломан в 1959 г.
Caecilia. Использовался в качестве тральщика с 1944 г. В мае 1945 г. сдан американским войскам. Возвращен в 1945 г. Сломан в Линце в 1962 г.
Dobro Polje, б. югославский, захвачен в 1941 г. Использовался в качестве тральщика с 1944 г. 22 февраля 1945 г. тяжело поврежден, исключен. Возвращен Югославии в 1946 г., переименован в Vojvodina.
Fulton, б. венгерский. Использовался в качестве тральщика в 1944 г., возвращен как негодное для службы. В мае 1945 г. сдан американским войскам. Возвращен Венгрии. Сломан в 1950 г.
Ipolysag, б. венгерский. Использовался в качестве тральщика в 1944 г., возвращен как негодное для службы. В мае 1945 г. сдан американским войскам. Возвращен Венгрии, переименован в Ipoly. Сломан в 1958 г.
Jug Bogdan, б. югославский, захвачен в 1941 г. Использовался в качестве тральщика с 1944 г. В мае 1945 г. сдан американским войскам. Возвращен Югославии в 1946 г., переименован в Kosovo.
Komarom, б. венгерский. Использовался в качестве тральщика с 1944 г. Погиб на мине 6 июня 1944 г. в Карве.

Krf, б. югославский, захвачен в 1941 г. Использовался в качестве тральщика с 1944 г. В мае 1945 г. сдан американским войскам. Возвращен Югославии в 1947 г., переименован в Banat.
Kralj Tvrtko, б. югославский, захвачен в 1941 г. Использовался в качестве тральщика с 1944 г. Возвращен Югославии в 1945 г., переименован в Posavina.
Laxenburg. Использовался в качестве тральщика в 1942-43 гг., возвращен как негодное для службы. Захвачен советскими войсками в апреле 1945 г., переименован в «Петропавловск».
Ljubljana, б. югославский, захвачен в 1941 г. Использовался в качестве тральщика с 1944 г. В мае 1945 г. сдан американским войскам. Возвращен Югославии в 1946 г., переименован в Koruska (или Kraljica Marija).

Slovenac, б. югославский, захвачен в 1941 г. Использовался в качестве тральщика с 1944 г. Погиб на мине 17 мая 1944 г. у Иваново. Поднят и вновь вступил в строй. Затоплен 16 октября 1944 г. в Белграде. Поднят, переименован в Pim.

Tihany, б. венгерский. Использовался в качестве тральщика в 1944 г. В мае 1945 г. сдан американским войскам. Возвращен Венгрии в 1947 г., переименован в Vértes. Сломан в 1963 г.
Macva, б. югославский Mačva, захвачен в 1941 г. Использовался в качестве тральщика с 1944 г. В феврале 1945 г. исключен в Вене. Возвращен Югославии в 1947 г., переименован в Mačva. Служил до 1954 г.
Passau. Использовался в качестве тральщика с 1944 г. Погиб на мине 11 октября 1944 г. на 1772 км Дуная.
Sip, б. югославский, захвачен в 1941 г. Использовался в качестве тральщика с 1941-42 гг. Переименован в Vukovar. Судьба неизвестна.
Srbija, б. югославский, захвачен в 1941 г. Использовался в качестве тральщика с 1944 г. Потоплен авиацией на Саве. Поднят.
Srecko, б. югославский, поднят в 1941 г. Использовался в качестве тральщика с 1944 г. Погиб на мине 2 июля 1944 г. у Брестовца.
Stefania, б. венгерский. Использовался в качестве тральщика с 1944 г. В мае 1945 г. сдан американским войскам. Возвращен Венгрии в 1947 г. В 1950 г. переименован в Zagyva. Сломан в 1959 г.
Zemun, б. югославский. Использовался в качестве тральщика с 1943 г. С 1 августа 1944 г. SM 161.
Zoltan, б. венгерский. Использовался в качестве тральщика с 1944 г. В феврале 1945 г. исключен. В мае 1945 г. захвачен американскими войсками. В 1947 г. возвращен. Сломан в 1959 г.
Бывшие винтовые буксиры
Adrianopolis, б. румынский. 1 августа 1944 г. ещё в процессе перестройки на верфи в Браиле. Судьба неизвестна.
Bajkal, б. советский тральщик Т-503, поднят и вступил в строй в 1942 г. Поврежден советской авиацией 25 октября 1943 г. у Ялты, на следующий день перевернулся при буксировке.
Berettyo, б. венгерский. Использовался в качестве тральщика с 1944 г. Потоплен 5 ноября 1944 г. в Вене. В 1945 г. поднят советскими спасателями. Переименован в «Моряк». В 1955 г. передан Венгрии. Сломан в 1962 г.
Descartes, б. французский. Использовался в качестве тральщика с 1944 г. Возвращен Франции в 1945 г. и продан Болгарии.

Lavoisier, б. французский. Использовался в качестве тральщика с 1944 г. Затоплен 27 августа 1944 г. на 244 км Дуная.
Hacklstein. Использовался в качестве тральщика с 1944 г. В мае 1945 г. сдан американским войскам. Возвращен. Сломан в 1969 г.
Jacques Vuccino, б. французский. Использовался в качестве тральщика с 1944 г. В августе 1944 г. захвачен советскими войсками и вступил в строй советской Дунайской флотилии под обозначением ЭМТЩ-660.
Moliere, б. французский. Использовался в качестве тральщика с 1942 г. Потоплен советской авиацией 25 сентября 1943 г. в Керчи.
Motrul, б. румынский тральщик. Передан Германии в 1944 г. В августе 1944 г. захвачен советскими войсками и вступил в строй советской Дунайской флотилии под обозначением ЭМТЩ-664.

Rakos, б. венгерский. Использовался в качестве тральщика с 1944 г. Погиб на мине 8 октября 1944 г. на 1527 км Дуная. Поднят в 1948 г., переименован в Tolna.
Neckar. Использовался в качестве тральщика с 1944 г. Возвращен в мае 1945 г., не использовался. Сломан в 1959 г. в Регенсбурге.
Pasteur, б. французский. Использовался в качестве тральщика с 1944 г. С августа 1944 г. в составе болгарской Дунайской флотилии. В сентябре 1944 г. передан СССР и вступил в строй советской Дунайской флотилии под обозначением ЭМТЩ-661.
Sajo, б. венгерский Sajó. Использовался в качестве тральщика с 1944 г. В феврале 1945 г. исключен. В мае 1945 г. захвачен американскими войсками. В 1947 г. возвращен. Сломан в 1961 г.
Sofia, б. румынский Fotinos. Использовался в качестве тральщика с 1944 г. С августа 1944 г. в составе болгарской Дунайской флотилии.
Stig, б. югославский. Использовался в качестве тральщика с 1944 г.
Бывшие винтовые моторные буксиры
Arnulf, б. голландский Amsterdam, захвачен в мае 1940 г. Использовался в качестве тральщика с 1944 г. Погиб в сентябре 1944 г. на 877 км Дуная. Поднят советскими спасателями, переименован в «Омск».
Baden XV. Использовался в качестве тральщика с 1944 г. Затоплен 6 сентября 1944 г. у Прахово.

Baden XVI. Использовался в качестве тральщика с 1944 г. Затоплен 7 сентября 1944 г. у Прахово.
Braunkohle VIII. Использовался в качестве тральщика с 1944 г. Затоплен 7 сентября 1944 г. у Прахово.
Comos, б. голландский, захвачен в мае 1940 г. Использовался в качестве тральщика с 1941 г. Затоплен 26 октября 1944 г. на 1462 км Дуная. Поднят в 1947 г., венгерский Magadan. Погиб в 1963 г. в результате столкновения.

Friesach, б. голландский Friesland, захвачен в мае 1940 г. Использовался в качестве тральщика с 1944 г. Потоплен румынской артиллерией 20 сентября 1944 г. на 883 км Дуная.

Hadju, б. венгерский. Использовался в качестве тральщика с 1944 г. Затоплен в сентябре 1944 г. в Прахово.
Hugin, б. австрийский. Использовался в качестве тральщика с 1944 г. В апреле 1945 г. захвачен советскими войсками и вступил в строй советской Дунайской флотилии под обозначением КТ-601.

Munin, б. австрийский. Использовался в качестве тральщика с 1944 г. В мае 1945 г. сдан американским войскам. Возвращен Австрии.
Juz, б. корабль югославской Дунайской флотилии Już, захвачен 8 апреля 1941 г. в Орсове. Использовался в качестве тральщика в 1941-42 гг. В 1942 г. передан Хорватии, переименован в Senj, а в 1943 г. в Sarajevo. С 1945 г. югославский Velebit.
K 160, б. югославский, захвачен в апреле 1941 г. Использовался в качестве тральщика с 1944 г. В мае 1945 г. сдан американским войскам. Возвращен Югославии в 1947 г.
Kehl. Использовался в качестве тральщика с 1944 г. Затоплен 7 сентября 1944 г. у Прахово. В том же году поднят советскими спасателями и вступил в строй советской Дунайской флотилии под обозначением КЭМТЩ-931.
Konstanz. Использовался в качестве тральщика с 1944 г. Потоплен советской артиллерией 15 сентября 1944 г. у Прахово.

Kronos VIII. Использовался в качестве тральщика с 1944 г. С августа 1944 г. в составе болгарской Дунайской флотилии. В сентябре 1944 г. передан СССР и вступил в строй советской Дунайской флотилии под обозначением КЭМТЩ-932.
Mainz. Использовался в качестве тральщика с 1944 г. Потоплен румынской артиллерией 1 сентября 1944 г. на 851 км Дуная. Поднят советскими спасателями, переименован в «Омск» или «Орёл».
Maros, б. венгерский. Использовался в качестве тральщика с 1944 г. Погиб на мине 9 октября 1944 г. на 1627 км Дуная. Поднят, советский «Ярослав».
Mosel. Использовался в качестве тральщика с 1944 г. Затоплен 7 сентября 1944 г. у Прахово.
Oder. В 1942 г. в составе Дунайской флотилии в качестве сторожевого корабля. Использовался в качестве тральщика с 1944 г. Потоплен советскими танками 6 мая 1945 г. Поднят советскими спасателями, переименован в «Сухуми».

Weichsel. В 1942 г. в составе Дунайской флотилии в качестве сторожевого корабля. Использовался в качестве тральщика с 1944 г. В мае 1945 г. сдан американским войскам. Возвращен ФРГ в 1949 г.
Traisen, б. голландский Texel, захвачен в 1940 г. Использовался в качестве тральщика с 1943 г. С 1 августа 1944 г. SM 162. В августе 1944 г. передан Болгарии, переименован в «Козлодуй». В том же году передан СССР.
Triton. Использовался в качестве тральщика с 1944 г. В мае 1945 г. сдан американским войскам. Возвращен ФРГ.
Ulm. Использовался в качестве тральщика с 1944 г. Затоплен 7 сентября 1944 г. у Прахово.
Vojvoda, б. югославский, захвачен в 1941 г. Использовался в качестве тральщика с 1944 г. Затоплен 26 августа 1944 г. в Браиле. Поднят, югославский Pobeda.
Wotan. Использовался в качестве тральщика с 1944 г. Погиб на мине 17 сентября 1944 г. на 1805 км Дуная. Корпус сломан в 1946 г.
Zagon, б. венгерский. С 1941 г. использовался в качестве сторожевого корабля (?). В августе 1944 г. в процессе перестройки в тральщик на верфи в Браиле. В том же месяце захвачен румынскими войсками. В 1944 г. передан СССР, переименован в «Воронеж». В 1946 г. возвращен Румынии. Сломан в 1962 г.
Zell, б. голландский Zeeland, захвачен в 1940 г. С 1941 г. использовался в качестве сторожевого корабля. Использовался в качестве тральщика с 1944 г. С 1 января 1945 г. — плавбаза. Затоплен 7 мая 1945 г. Поднят, советский «Комсомольск».

#### Сторожевые корабли
Gunther, 1939 г., ок. 190 т, б. буксир. Использовался в качестве сторожевого корабля с 1940 г. Потоплен 9 мая 1944 г. в Севастополе артиллерией.
Alexandra (см. «Минные заградители»)
Zagon (См. «Вспомогательные тральщики»)
Zell (См. «Вспомогательные тральщики»)
Nothung, 1941 г., 370 т, б. буксир Köln. Использовался в качестве сторожевого корабля с 1944 г. 22 октября 1944 г. погиб на мине на 1353 км Дуная. В 1950-х гг. поднят югославами, отремонтирован, служил под именем Učka.
Balmung, б. буксир Anna Wallner. Использовался в качестве сторожевого корабля с 1944 г. Погиб 11 сентября 1944 г. на 1573 км Дуная. Поднят в октябре, отбуксирован в Деггендорф и сломан.
Oder (См. «Вспомогательные тральщики»)
Weichsel (См. «Вспомогательные тральщики»)

#### Сторожевые катера/буксиры
Тип «Krems». 1930-35 гг., б. австрийские сторожевые катера. В 1938 г. перешли под контроль Германии, вступил в строй флотилии.

Krems, переведен на Рейн в 1938 г., возвращен на Дунай.

Drau, переведен на Рейн в 1938 г. (?), возвращен на Дунай. Погиб в сентябре 1944 г. у Прахово.

Mur, переведен на Рейн в 1939 г.

Traun, переведен на Рейн в 1939 г., возвращен на Дунай. Погиб в сентябре 1944 г. у Прахово.

Salzach, переведен на Рейн в 1939 г.

Enns, переведен на Рейн в 1939 г., возвращен на Дунай.

#### Вспомогательные корабли и катера
Тип «Kriemhild». 1938-40 гг., Корабельная верфь в Линце (Schiffswerft Linz AG), Линц. Использовались в качестве плавбаз, транспортов снабжения, плавмастерских, штабных кораблей. 693 т, 67x9,5x1,43 м. 2 дизельных двигателя=880 л. с.=10,8 уз. Экипаж 32+74 человека. Вооружение: 2 20-мм орудия, 2 пулемета. В 1944 г. вооружение заменено на 4 37-мм орудия; в 1945 г. — на 3 40-мм орудия и 8 12,7-мм пулеметов.

Kriemhild, в 1945 г. сдан американским войскам. Переименован в «Орегон» и служил в составе американской дивизии контроля речных путей. Служил в качестве ресторана, отеля. С 1960-х гг. в составе югославской флотилии в качестве плавбазы катеров, теперь сербское судно «Козара».

Brunhild, в 1945 г. сдан американским войскам. Переименован в «Вашингтон» и служил в составе американской дивизии контроля речных путей. В 1952 г. переведен на Рейн, где служил французам, голландцам и немцам, сейчас германское судно Astoria.

Uta, 1 апреля 1945 г. потоплена авиацией на Дунае. Поднята советскими спасателями, переименована в «Ангару».
Плавказарма

CL 1, б. чехословацкая, в 1939 г. перешла под контроль Германии.
Плавмастерские, в 1944 г. перестроены из буксиров.

I, затоплена в 1944 г. у Прахово.

II, затоплена 8 сентября 1944 г. у Прахово.

III, потоплена артиллерией 26 августа 1944 г. у Чернавод.

IV, потоплен артиллерией 26 августа 1944 г. у Чернавод.
Gazelle, 1933 г., «Текнише Цойганштальт» (Technische Zeuganstalt), Кремс, учебный, штабной катер. Бывший австрийский учебный катер (до 15.10.1934 — Forelle). В 1938 г. перешёл под контроль Германии, вступил в строй флотилии (Sperrversuchscommando в Линце). Погиб в 1944 г. 10,7 т; 15,3x2,8x0,65 м; 1 дизельный мотор=150 л. с.=21 уз. Экипаж 6+15 человек. Вооружение: 1 пулемет.
Nibelung, 1938 г., ок. 20 т, б. австрийский измерительный катер I. В 1938 г. перешёл под контроль Германии, вступила в строй флотилии в качестве гидрографического катера (Sperrversuchscommando в Линце).
Nothung, 1929 г., 10,5 т, б. моторная яхта, куплена и вступил в строй флотилии летом 1938 г. Служила в консульстве в Русе, затем в посольстве в Софии. Погибла в 1944 г.
Gunther, б. Freya, с января 1939 г. в составе флотилии (Sperrversuchscommando в Линце).
Schwalbe, 1928 г., 37 т, б. голландское моторное судно Nob, переведено на Дунай. С сентября 1943 г. штабной катер. 1 января 1945 г. переименован в Giselher. В мае 1945 г. сдан американским войскам, переименован в Susi Q и служила в составе американской дивизии контроля речных путей. В 1953 г. передан Австрии, переименован в Rudolf Ippich.
Siegfried, 1930 г., ок. 100 т, б. голландский Sirocco, захвачен в 1940 г., вступил в строй флотилии как посыльное судно. Переведен на Дунай, перестроен. С 24 апреля 1943 г. — флагманский корабль Дунайской флотилии в Галаце.
Суда, использовавшиеся в качестве госпитальных и плавказарм

Babenberg, Pöchlarn, Budapest, Schönbrunn, Franz Schubert, Johann Strauss, Grein, Helios, Jupiter, Saturnus, Uranus, Knjas Simeon (б. болгарский), Leanyfalu, Linz, Vojvoda Misic (б. югославский), Melk, M (FTR)I (б. югославский Karadjordje), Morava, Princeza Jelena (б. югославский, также возможны имена Prinzipesse Helene или Princesa J.Elena), Stadt Passau, Stadt Wien, Szent Gellert, Szent Laszlo, Szent Imre, Zsofia, Gernot (б. югославская яхта Dragor).
Танкеры, в 1942-43 гг. перестроены для Днепровско-прибрежной судоходной компании.

Bayreuth, Helvetia, MT I (б. голландский D.P.M.I), MT II (б. голландский D.P.M.II), MT III (б. голландский D.P.M.III), MT IV (б. голландский D.P.M.IV), Shell I (б. британский Danube Shell I), Svoy Swomme (б. югославский), Volga-Don (б. советский).
Транспорты (река-море), в 1942-44 гг. перестроены по большей части для Днепровско-прибрежной судоходной компании.

Altenburg (б. чехословацкий Sokol), Orth (б. чехословацкий Sorel), Adelheid (б. голландский Amstel), Uskok (б. югославский), Junak (б. югославский), Bamberg, Würzburg, Budapest (б. венгерский), Engerau, Hainburg, Thehen, Erzherzog Karl, Laudon, Radetzky, Prinz Eugen, Hunor (б. венгерский), Magyar (б. венгерский), Kassa (б. венгерский), Kolozsvar (б. венгерский), Tisza (б. венгерский), KT 37 (б. Walter), Podrinje (б. югославский), Rosita (б. перуанский, в 1943-44 гг. переоборудован в охотник за ПЛ — UJ 115), Szeged (б. венгерский), Teja (б. венгерский Magyar Vitéz), Totila (б. венгерский Magyar Tengerész), Alarich (б. советский «Степан Разин», не достроен), Geiserich (б. итальянский парусник Nighelli).
Флотские буксиры, построены в 1938-39 гг. на Корабельной верфи в Линце (Schiffswerft Linz AG), 126 т, 24,2х5,7х2,45 м. Дизельный мотор=10 уз. Экипаж 8 человек.

Amsel, с 12 августа 1939 г. в составе Дунайской флотилии. С марта 1941 г. передан Румынии и получил обозначение A. 19 мая 1942 г. вновь в составе Дунайской флотилии. В июне 1944 г. переведен на Эгейское море.

Drossel, с 12 августа 1939 г. в составе Дунайской флотилии. С марта 1941 г. передан Румынии и получил обозначение D. Погиб на мине 24 октября 1941 г. у Очакова.

Forsch, в марте 1941 г. передан Румынии и получил обозначение C. 19 мая 1942 г. вновь в составе Дунайской флотилии. В 1950-х гг. служил в качестве буксира под именем Margit.

Brüsterort, в марте 1941 г. передан Румынии и получил обозначение B. Погиб на мине 25 октября 1941 г. у Очакова.
Буксиры, построенные по « чрезвычайным программам». Использовались также в качестве тральщиков (в составе Инспекции по тралению на Дунае), сторожевых кораблей, минных заградителей, транспортов (для перевозок река-море после перестройки), специальных целей.

Тип «N»: March, Kamp (см. «Вспомогательные тральщики»), Krieau (см. «Вспомогательные тральщики»), Lobau, Balmung (б. Anna Wallner, см. «Сторожевые корабли»), Lübek (II), Hamburg, Burgau (II) (б. Bremen (I)), Aschau (II) (б. Lübek (I)), Grafenau.
Тип «O»: Kreuzenstein, Stralsund, Gastein, Hallein, Höflein, Wagrein.
Тип «Z»: Loisach, Haustein
Буксиры

Baden XV (см. «Вспомогательные тральщики»), Baden XVI (см. «Вспомогательные тральщики»), Braunkohle VIII (см. «Вспомогательные тральщики»), Braunkohle IX, Franz Haniel 24, Franz Haniel 25, Franz Haniel 26, Gestman 9, Isar, Montan 24, Rheinkontor 1, Rheinkontor 2, Saale, Schürmann X, Wachau.

#### Германо-венгерская флотилия на озере Балатон
Флотилия была создана в 1944 г. Почти все единицы были затоплены 25-26 марта 1945 г.

Сторожевые катера Csobanc, Szigliget, Csongor, Tünde, минные катера Komp.I, Komp.II, прочие суда Jokai, Kisfaludy, Szent Miklós, Szent Istvan, Hekla, Kelen, Veszprem, Harcsa, Juci, Leli.